# Eriphides
Eriphides is een geslacht van kreeftachtigen uit de klasse van de Malacostraca (hogere kreeftachtigen).

## Soort
- Eriphides hispida (Stimpson, 1860)